# 815년

## 연호
- 당(唐) 원화(元和) 10년
- 일본(日本) 고닌(弘仁) 6년

## 기년
- 당(唐) 헌종(憲宗) 10년
- 신라(新羅) 헌덕왕(憲德王) 7년
- 발해(渤海) 희왕(僖王) 4년